# 格西
格西（藏語：དགེ་བཤེས།，威利转写：dge bshes，THL：gé-shé，藏语拼音：gêxê），汉语意译為善知识、善友，是善知識（dge ba'i bshes gnyen）的略稱，為藏传佛教格鲁派僧侣经过长期的修学而获得的一种宗教学位。

## 通過條件
要精通五部大论，即《入中论》、《现观庄严论》、《戒律本論》、《釋量論》和《俱舍论》，学习完毕参加辩经考取学位。在藏传佛教格鲁派具有颇高的身份。
而根據格魯派祈竹仁波切其自傳敘述，格西學位的取得與不同等級的授予，是學僧在長達二十年上下的課程中，在讀到較高級的課程時，師長便會依各學僧的歷來成績及潛質，把他們分級評選。最終的格西考試其實並非取決學僧所等之格西等級的因素，評級其實早在最終考試前依多年來的學僧表現而定下了。應考其實只是一種形式，並非真正的考試。在應考前，學僧早已完成了整個學習過程、經長老認可成績，方能被保薦應考相符他二十年來學業表現等級的學銜。所謂的「應考」，其實只是一種畢業儀式而已，主旨只是在眾人前證明一下多年來所得之成績及慶祝一番，其所得等級是早已在應考前幾年決定好了的。在應考當天，考生由其師長引路，在辯經院中一天辯論數場，所辯內容、對手及結束點都是預先安排好了的。考生最後必須對僧院、僧堂及僧舍分別作大供養各一次、對所有僧人供茶及供食，這便算完成了學業，可以以光榮的身份離開寺院而衣錦還鄉了。

## 分級
在格鲁派拉萨三大寺系统中格西又分四级，即拉然巴格西、磋然巴格西、林赛格西和朵然巴格西。

## 歷史
因為藏傳佛教的比丘尼傳統斷絕，長期以來，獲得格西頭銜的僧侶，全為男性比丘。在第十四世達賴喇嘛的推動下，2016年12月22日，在印度南哲蚌寺，藏人行政中央宗教與文化部首度授與20名女性出家眾格西頭銜，是歷史上首批女性格西。